# Xã Clear Creek, Quận Ellsworth, Kansas
Xã Clear Creek (tiếng Anh: Clear Creek Township) là một xã thuộc quận Ellsworth, tiểu bang Kansas, Hoa Kỳ. Năm 2010, dân số của xã này là 82 người.